# ژوزف آونول
ژوزف آونول (انگلیسی: Joseph Avenol; ۹ ژوئن ۱۸۷۹ – ۲ سپتامبر ۱۹۵۲) دبیرکل جامعه ملل، دیپلمات و سیاستمدار اهل فرانسه بود. آونول از ۳ ژوئیه ۱۹۳۳ تا ۳۱ اوت ۱۹۴۰ دبیرکل جامعه ملل را بر عهده داشت. او جایگزین جیمز اریک  دروموند اولین دبیرکل جامعه ملل شد که از ۱۹۲۰ تا ۱۹۳۳ در این سمت عهده‌دار مسئولیت بود و پس از ژوزف آونول دیپلمات ایرلندی شان لستر نیز دبیرکلی جامعه ملل را از ۱۹۴۰ تا ۱۹۴۶ برعهده داشت تا زمان پایان یافتن جنگ جهانی دوم که این ارگان در ۱۹۴۶ منحل شد.
آونول در ۱۹۲۲ به منظور اداره امور مالی جامعه ملل از وزارت خرانه‌داری فرانسه به جامعه ملل اعزام شد. آونول در پی استعفای اریک دروموند در ۱۹۳۳ دبیرکل جامعه ملل شد، زیرا به موجب توافق پیمان ورسای اولین دبیرکل جامعه ملل از انگلیس بود و قرار بود دبیرکل بعدی فرانسوی باشد.
آونول متهم شد که در سیاست مماشات با آلمان نازی و ایتالیا از جامعه ملل برای گسترش دفاتر امورخارجه فرانسه سوء استفاده کرده.
آونول در پی خروج ژاپن از جامعه ملل کار خود را آغاز کرد. اندکی پس از آن آلمان نیز جامعه ملل را ترک گفت و آرژانتین عضویت کامل خود را از سر گرفت. او تلاش کرد تا از اقدام سایر کشورها و انتقاد به آنها جلوگیری کند تا آلمان و ژاپن را به جامعه ملل بازگرداند. هنگام حمله ایتالیا به اتیوپی در ۱۹۳۵ نگرانی آونول حفظ ایتالیا در جامعه ملل بود و نه محافظت از اتیوپی.
بعداً آونول «فرانسه جدیدی را توصیف کرد که با همکاری آلمان و ایتالیا به او روح تازه‌ای داده می‌شد و باعث می‌شد انگلیسی‌ها را از اروپا دور نگه دارد» او برای تأیید وفاداری خود به دولت فرانسه ویشی به نامه‌نگاری به مارشال فیلیپ پتن پرداخت.

## جامعه ملل
آونول در سال ۱۹۲۲ از وزارت خزانه داری فرانسه به جامعه ملل فرستاده شد تا امور مالی اتحادیه را مدیریت کند. او در سال ۱۹۳۳، زمانی که اریک دراموند استعفا داد، معاون دبیرکل بود. او جایگزین او شد زیرا دراموند اولین دبیرکل بریتانیایی بود و براساس توافق خصوصی که درکه در پیمان ورسای وجود داشت که نفر بعدی فرانسوی باشد. آونول متهم شد که از اتحادیه به عنوان امتداد وزارت خارجه فرانسه در سیاست مماشات با آلمان و ایتالیا استفاده کرده است.
آونول مدت کوتاهی پس از خروج ژاپن از جامعه ملل، روی کار آمد. اندکی پس از آن آلمان نیز جامعه ملل را ترک کرد و آرژانتین عضویت کامل خود را از سر گرفت. او برای جلوگیری از اقدام یا انتقاد از آن کشورها تلاش کرد تا آنها را به اتحادیه بازگرداند. هنگامی که ایتالیا در سال ۱۹۳۵ به اتیوپی حمله کرد، نگرانی اصلی آونول حفظ ایتالیایی‌ها در جامعه ملل بود، نه محافظت از اتیوپی. در سال ۱۹۳۹ او فنلاند را تشویق کرد تا با شکایت از شوروی اتحادیه بتواند اتحاد جماهیر شوروی را از جامعه اخراج کند.

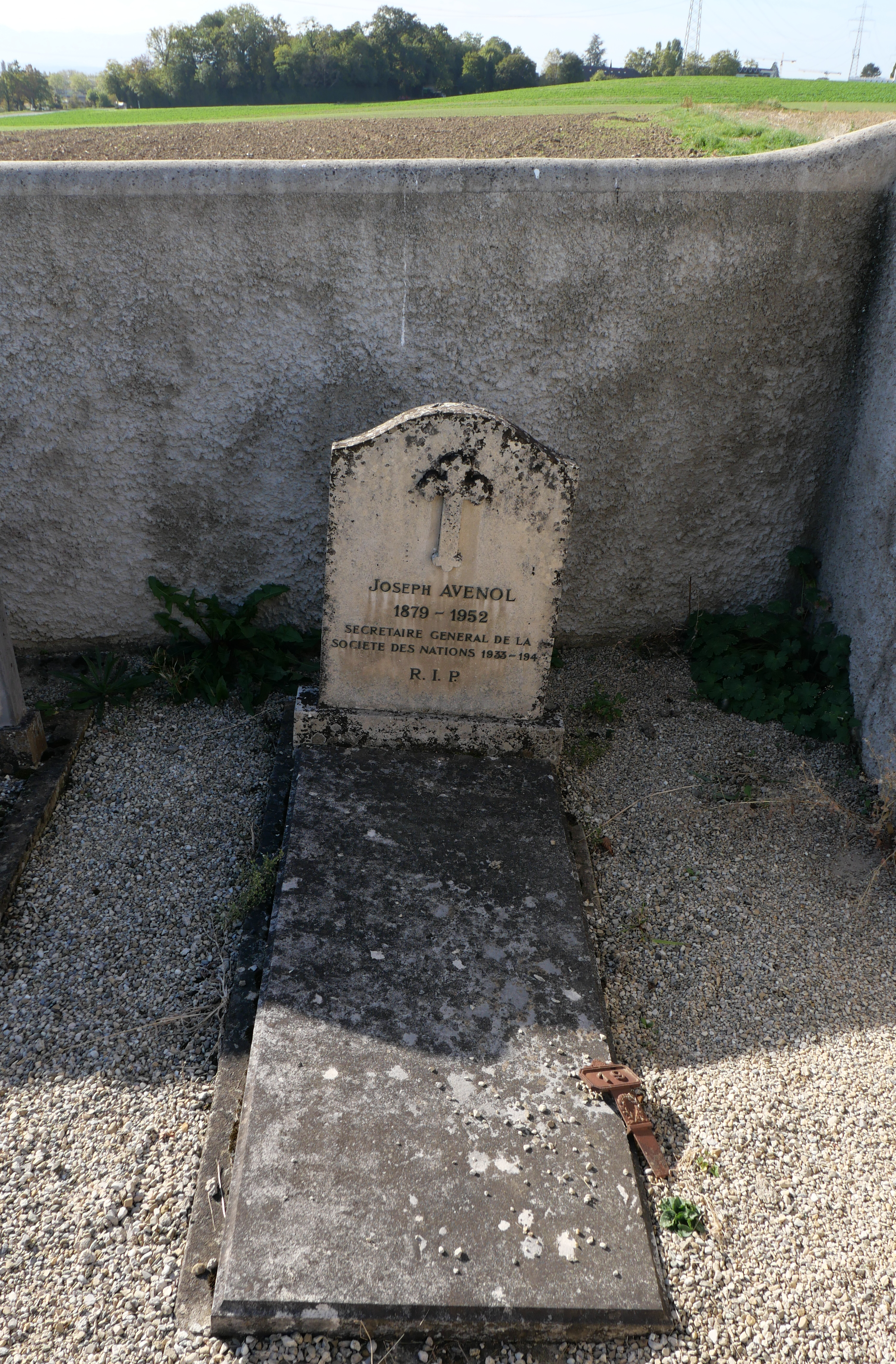
قبر او در دویلر.

بعدها آونول توصیف کرد: «فرانسه قرار بود با همکاری آلمان و ایتالیا روح جدیدی به آن دمیده شود و بریتانیایی‌ها را از اروپا دور نگه دارد». او به مارشال فیلیپ پتن نامه نوشت تا وفاداری خود را به دولت ویشی تأیید کند.

## سال‌های آخر و مرگ
آونول درمدتی که در جامعه ملل بود بیشتر کارمندان جامعه ملل از جمله کلیه کارمندان انگلیسی آن را از جامعه ملل اخراج کرد. بعد از آغاز جنگ جهانی دوم در اول سپتامبر ۱۹۳۹، آونول تصمیم گرفت در ۳۱ اوت ۱۹۴۰ برای همیشه جامعه ملل را ترک کند، دولت ویشی آونول را نپذیرفت و او برای اینکه توسط آلمانی‌ها کشته نشود، در شب سال نو ۱۹۴۳ به سوئیس فرار کرد. وی در ۱۹۵۲ در ۷۳ سالگی در خانه خود در دویلر سوئیس درگذشت.
هنگامی که شان لستر جایگزین آونول شد جامعه ملل تنها ۷۰۰ کارمند داشت که صد نفرش نگهبان و سرایدار بودند. لستر با پایان یافتن جنگ تمامی دارایی‌های جامعه ملل را به سازمان تازه تأسیس سازمان ملل متحد تحویل داد.

## افتخارات
در ۱۹۲۱ توسط آونول نشان امپراتوری بریتانیا ایجاد شد.